# Ахмед Ниязи-бей
Ахмед Ниязи-бей Реснели (тур. Resneli Ahmet Niyazi Bey, 1873, Ресен, Ресен — 17 апреля 1913, Влёра) — османский военный и политик, младотурок, давший начало Младотурецкой революции в 1908 году.

## Биография

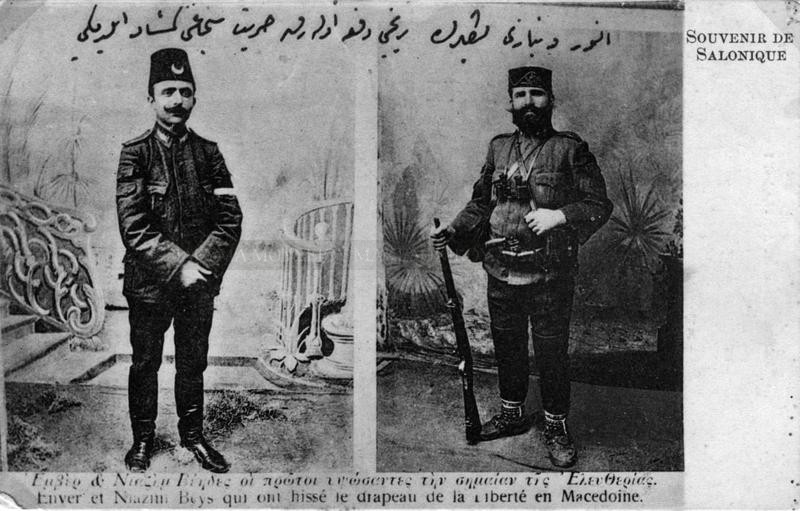
Двойная фотография Энвера-бея и Ахмеда Ниязи-бея из фотоателье в Салониках, 1908 г.

По происхождению албанец, Ниязи-бей родился в 1873 году в городе Ресен, совр. Республика Македония, и потому носил кличку Реснели (Ресенчанин). В ходе армейской службы достиг звания подполковника (кол-агасы). Был связан с битольским комитетом партии «Единение и прогресс» и был видным лицом среди младотурок Македонии. 3 июля 1908 года Ниязи-бей выступил со своим отделением против правительства Абдул-Хамида II, чем положил начало Младотурецкой революции.

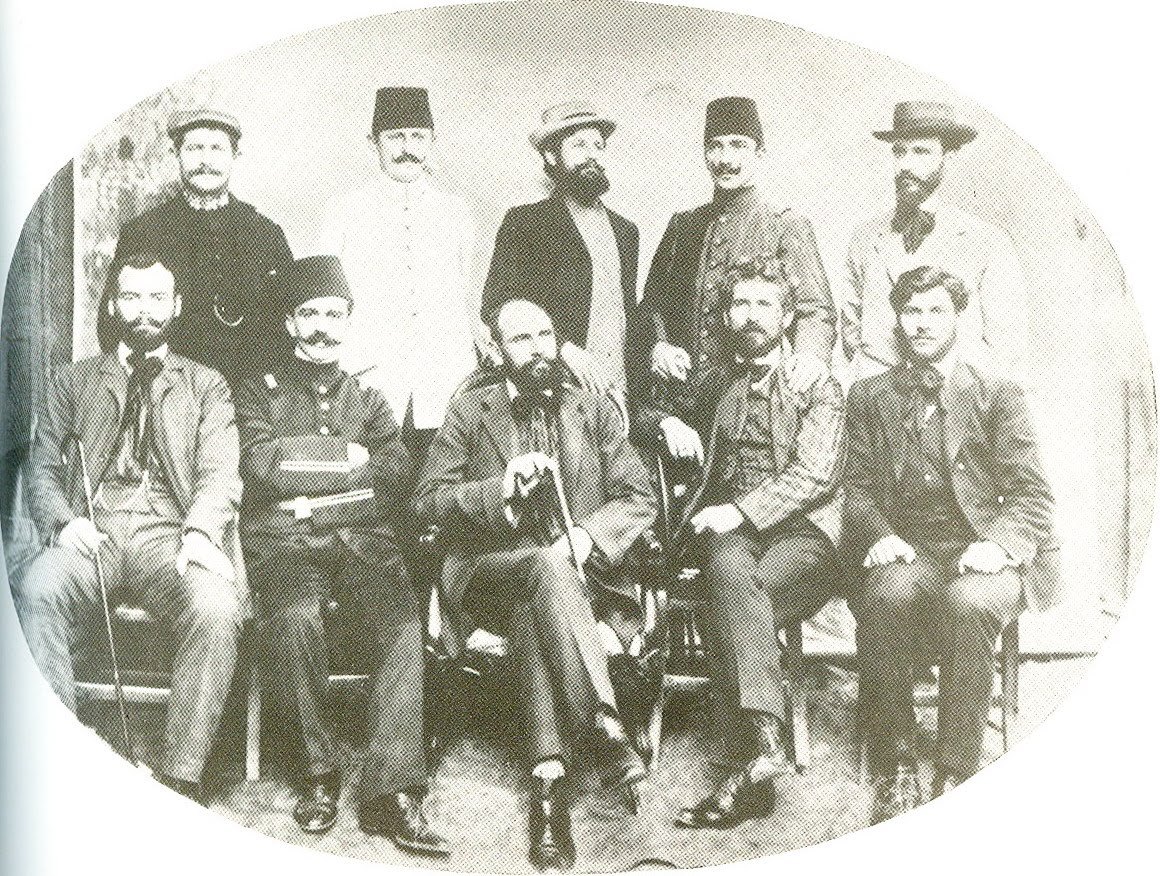
Ниязи-бей и Яне Санданский. Стоят: Мицо Вранский, неопознанный турецкий чиновник, Таската Серский, д-р Авди-бей и Димо Хаджи-Димов, сидят: Л. Козарев, Ахмед Ниязи-бей, Яне Санданский, Тодор Паница и Георгий Казепов

5 июля Ниязи-бей издал прокламацию к христианскому населению городов Дебар, Преспа, Струга, Ресен и Охрид, в коей призвал объединиться с младотурками в борьбе против султанского абсолютизма. Первым из македонцев Ниязи-бея поддержал Яне Санданский.
В 1909 году Ниязи-бей собирал в турецких сёлах мухаджирский налог в помощь беженцам-мусульманам из Боснии.
В 1911 году Ниязи-бей участвовал в Итало-турецкой войне в Триполитании.

### Убийство
Ниязи-бей был убит в городе Влёра, по пути в Стамбул, 17 апреля 1913 года охраной султана. По поводу возможных заказчиков существуют различные версии.

## Конак
Усадьба (конак) Ниязи-бея в Ресене, построенная в период 1904—1912 годов, — видный архитектурный памятник, позднее дом культуры.